# Január 7.
Január 7. az év 7. napja a Gergely-naptár szerint. Az évből még 358 (szökőévekben 359) nap van hátra.
Névnapok: Attila, Ramóna + Artúr, Atilla, Bálint, Ellina, Etele, Lucián, Luciána, Melani, Melánia, Nikétás, Rajmond, Rajmund, Sziglind, Valentin

## Események

### Politikai események
- 1325 – IV. (Bátor) Alfonz lesz Portugália királya.
- 1558 – Franciaország elfoglalja Calais-t, Anglia utolsó kontinentális területét.
- 1566 – V. Piust pápává választják.
- 1598 – Borisz Godunov megszerzi Oroszország trónját.
- 1601 – Robert Devereux lázadása Londonban Erzsébet királynő ellen.
- 1764 – Madéfalvi vérengzés a határőrség szervezése ellen tiltakozó székelyek között.[1]
- 1789 – Az első választás az Egyesült Államokban.
- 1932 – Japán mukdeni incidenst követő kínai terjeszkedésére válaszul az Amerikai Egyesült Államok meghirdeti a Stimson-doktrínát.
- 1935 – II. világháború: Benito Mussolini és Pierre Laval francia külügyminiszter aláírja az olasz–francia egyezményt.
- 1942 – II. világháború: A japánok ostrom alá veszik a Bataan-félszigetet.
- 1945 – A brit Bernard Montgomery tábornok bejelenti, hogy megnyerte az ardenneki csatát.
- 1953 – Harry S. Truman, az Egyesült Államok elnöke bejelenti, hogy országa kifejlesztette a hidrogénbombát.
- 1959 – Az Egyesült Államok elismeri a Fidel Castro kubai kormányzatát.
- 1975 – Udvardy József csanádi apostoli kormányzót kinevezik megyés püspökké.
- 1977 – Prágában nyilvánosságra kerül az emberi jogokkal foglalkozó Charta '77, aláírói közül többet letartóztatnak.
- 1979 – Vietnám lerohanja Kambodzsát, véget vetve a vörös khmerek rémuralmának
- 1984 – Brunei a Délkelet-Ázsiai Nemzetek Szövetsége (ASEAN) hatodik tagjává válik.
- 1989 – Hirohito japán császár halálát követően Akihito lesz Japán császára.
- 1999 – Megkezdődik Bill Clinton amerikai elnök elleni per, szexuális zaklatás vádjával.
- 2007 – Stanisław Wielgus, Varsó érseke lemond tisztségéről, miután kiderül róla, hogy korábban együttműködött a kommunista titkosrendőrséggel.
- 2015 – Két fegyveres férfi megtámadta a francia Charlie Hebdo szatirikus magazin párizsi irodáját, a támadásban 12-en (10 újságíró és 2 rendőr) életüket vesztették.

### Tudományos és gazdasági események
- 1610 – Galileo Galilei először figyeli meg és nevezi el a Jupiter holdjait (Galilei-holdak).
- 1782 – Az első kereskedelmi bank, a Bank of North America megnyílik az Egyesült Államokban.
- 1785 – A francia Jean-Pierre Blanchard és az Amerikai John Jeffries átkel Doverből (Anglia) Calais-be (Franciaország) egy gáz hajtotta hőlégballonon, elsőként szelve át a La Manche csatornát a levegőben.
- 1904 – A „CQD” segélykérő jelzést bevezetik, de két évvel később lecserélik „SOS”-re.
- 1927 – Az első nemzetközi telefonhívás – New York és London között.
- 1975 – Az OPEC megemeli a nyersolaj árát 10%-kal.
- 1985 – A Szakigake japán kísérleti űrszonda elindul a Halley-üstökös vizsgálatára. (Más források szerint 8-án)
- 1998 – Elindul az amerikai Lunar Prospector nevű holdszonda.

### Kulturális események
- 1990 – A pisai ferde tornyot biztonsági okokból lezárják a látogatók elől.

#### Irodalmi, színházi és filmes események
- 1894 – W.K. Dickson szabadalmat szerez a mozgófilmre.

#### Zenei események
- 1924 – George Gershwin megkomponálja a Rhapsody in Blue-t.

### Egyéb események
- 1973 – A balassagyarmati túszdráma kezdete, Pintye András és László fegyverekkel elfoglalja a Geisler Eta Leánykollégiumot és 5 napig fogságban tart 20 lányt. Ez az első túszejtés Magyarországon.
- 2009 – Takács József intézményvezető és Papp László tanár az elhíresült csepeli kettős gyilkosságban ezen a napon vesztette életét

## Születések
- 1795 – Szilasy János teológiai doktor, egyetemi tanár, nagyváradi kanonok és az MTA tiszteleti tagja († 1859)
- 1800 – Millard Fillmore az Amerikai Egyesült Államok 13. elnöke († 1874)
- 1843 – Koch Antal geológus, petrográfus, mineralógus, paleontológus, az MTA tagja († 1927)
- 1844 – Bernadette Soubirous francia apáca, Lourdes-i látnok († 1879)
- 1845 – III. Lajos bajor király († 1921)
- 1871 – Émile Borel francia matematikus, politikus († 1956)
- 1873
  - Charles Péguy francia író, költő, esszéíró († 1914)
  - Zukor Adolf magyar származású amerikai filmgyáros († 1976)
- 1890 – Molnár Antal Kossuth-díjas zeneszerző, zenetudós, pedagógus († 1983)
- 1895 – Clara Haskil zsidó származású román zongoraművész († 1960)
- 1899 – Francis Poulenc francia zeneszerző († 1963)
- 1900 – Fettich Nándor régész, ötvös, az MTA tagja († 1971)
- 1910 – Artur Rosenhammer német autóversenyző († 1985)
- 1916 – Paul Keres észt sakknagymester († 1975)
- 1923
  - Fülöp Kálmán magyar dalszövegíró, költő, színész († 2010)
  - Jean Lucienbonnet francia autóversenyző († 1962)
- 1924 – Alberto Uria uruguay-i autóversenyző († 1988)
- 1925 – Gerald Durrell brit zoológus, író († 1995)
- 1926 – Szász Endre festőművész, grafikus († 2003)
- 1930 – Mihályfi Imre Balázs Béla-díjas magyar filmrendező, tanár, érdemes és kiváló művész, a Magyar Televízió örökös tagja († 2024)
- 1931 – Dr. Bőzsöny Ferenc Kazinczy-díjas előadóművész, tanár, a Magyar Rádió főbemondója († 2018)
- 1934
  - Dr. Kollányi László Fleischmann Rudolf díjas növénynemesítő († 2006)
  - Kovács Ferenc olimpiai bronzérmes labdarúgó, edző († 2018)
- 1935 – Valerij Nyikolajevics Kubaszov szovjet űrhajós († 2014)
- 1939 – Brausch Niemann dél-afrikai autóversenyző
- 1941 – John Steiner brit színész († 2022)
- 1943 – Somody Kálmán magyar színész, politikus († 2015)
- 1944 – Solt Ottilia magyar szociológus, politikus, az SZDSZ alapító tagja  († 1997)
- 1945 – Szirtes Tamás Kossuth-díjas magyar rendező, színiigazgató
- 1948 – Zmago Jelinčič Plemeniti szlovén politikus, a Szlovén Nemzeti Párt (SNS) alapítója
- 1951 – Felvidéki Judit Balázs Béla-díjas magyar filmrendező, forgatókönyvíró
- 1953 – Mándoki László magyar zenész, zenei producer
- 1956 – David Caruso amerikai színész
- 1958 – Balog Zoltán magyar református lelkész, politikus, miniszter
- 1964
  - Nicolas Cage Oscar- és Golden Globe-díjas amerikai színész
  - Paulo Carcasci brazil autóversenyző
- 1966 – Ganxsta Zolee, magyar zenész
- 1971 – Jeremy Renner, amerikai színész
- 1972 – Gervai Péter a magyar Wikipédia alapítója
- 1976 – Tyron Leitso kanadai színész
- 1977
  - Dolhai Attila Jászai Mari-díjas magyar színész, énekes, érdemes művész
  - Rezes Judit Jászai Mari-díjas magyar színésznő
- 1980 – Naiden Borichev bolgár műkorcsolyázó
- 1982 – Lauren Cohan brit színésznő
- 1985
  - Bănel Nicoliţă román labdarúgó
  - Lewis Hamilton brit autóversenyző
- 1990
  - Liam Aiken amerikai színész
  - Elene Gedevanisvili grúz műkorcsolyázónő
  - Gregor Schlierenzauer osztrák síugró
  - Papp Barbara magyar színésznő
- 1991 – Eden Hazard belga labdarúgó
- 1992
  - Edgaras Ulanovas litván kosárlabdázó
  - Kuhár Bence magyar humorista, youtuber

## Halálozások
- 847 – II. Szergiusz pápa
- 1589 – Ghiczy János erdélyi kormányzó
- 1619 – Nicholas Hilliard arcképfestő, aranyműves (* 1547 körül)
- 1882 – Ignacy Łukasiewicz örmény származású lengyel gyógyszerész, akinek először sikerült kőolajból világítóolajat (petróleumot) előállítania (* 1822)
- 1916 – Mocsáry Lajos magyar politikus (* 1826)
- 1933 – Négyesy László magyar irodalomtörténész, esztéta, az MTA tagja (* 1861)
- 1937 – Somlyó Zoltán költő, műfordító (* 1882)
- 1943 – Nicola Tesla szerb származású elektromérnök, fizikus (* 1856)
- 1945 – Pásztor János magyar szobrászművész (* 1881)
- 1958 – Petru Groza román kommunista politikus, pártfőtitkár, miniszterelnök (* 1884)
- 1960 – Kövér János földbirtokos, országgyűlési képviselő (* 1895)
- 1964 – Reg Parnell brit autóversenyző (* 1911)
- 1968 – George Constantine amerikai autóversenyző (* 1918)
- 1988 – Reich Károly Kossuth- és Munkácsy Mihály-díjas grafikus (* 1922)
- 1988 – Trevor Howard angol színész (* 1913)
- 1989 – Hirohito császár Japán uralkodója, tengerbiológus (* 1901)
- 1991 – Henri Louveau francia autóversenyző (* 1910)

| – Láng Rudolf magyar festő, grafikus, jelmeztervező (* 1904) |

- 1993 – Diószegi Sándor magyar zeneszerző, karnagy, református orgonista-kántortanító (* 1915)
- 1994 – Vittorio Mezzogiorno olasz színész (* 1941)
- 1996 – Grósz Károly kommunista politikus, MSZMP-főtitkár, miniszterelnök (* 1930)
- 1998 – Vladimir Prelog bosznia-hercegovinai Nobel-díjas horvát vegyész (* 1906)
- 1998 – Richard Hamming amerikai matematikus (* 1915)
- 2002 – Geoff Crossley brit autóversenyző (* 1921)
- 2004 – Tardos Tibor József Attila-díjas magyar író, műfordító (* 1918)
- 2006 – Heinrich Harrer osztrák hegymászó (* 1912)
- 2008 – Onódi György magyar közgazdász, gyártásvezető (* 1926)
- 2009 – Jackie Epstein brit autóversenyző (* 1934)
- 2013 – Halász Péter magyar író és újságíró, a Szabad Európa Rádió egyik legismertebb magyar közvetítője (* 1922)
- 2016 – Szilágyi János György magyar ókortörténész, művészettörténész, főmuzeológus (* 1918)
- 2018 – France Gall francia énekesnő (* 1947)
- 2020 – Felföldi Anikó, Jászai Mari-díjas magyar színművésznő, érdemes művész (* 1938)
- 2024 – Ferdinandy György, József Attila-díjas magyar író, költő, irodalomtörténész (* 1935)
- 2024 – Finta József, Kossuth-díjas magyar építész, a nemzet művésze (* 1935)
- 2024 – Franz Beckenbauer, világbajnok német labdarúgó, edző (* 1945)

## Ünnepek, emléknapok, világnapok
- Kambodzsa: a népirtó rendszer fölött aratott győzelem (1979) napja
- Ortodox karácsony